# Microsoft Popfly
Microsoft Popfly (internamente con nombre código Springfield) era un sitio web que permite al usuario crear páginas web, snippets, y Mashups usando Runtimes para Aplicaciones ricas de internet basadas en Microsoft Silverlight.

## Herramientas
Popfly incluye tres herramientas basadas en la tecnología Silverlight, las cuales de describen a continuación.

### Mashup Creator
El Mashup Creator o Creador de Mashup es una herramienta que facilita al usuario "ensamblar" bloques preconstruidos con el fin de incorporar diferentes servicios web y herramientas de visualización. Por ejemplo, un usuario puede mostrar juntos un mapa y fotos con la idea de obtener un mapa etiquetado de imágenes sobre un tema de su misma elección. También hay disponible una vista avanzada para bloques, que permite a los usuarios modificar el código del mismo en JavaScript, de esta manera se da a los usuarios la flexibilidad en diseñar los programas. Código HTML adicional puede ser añadido a los mashups. Una característica similar a IntelliSense, con autocompletar código HTML está disponible también.

### Web Creator
Es una herramienta para la creación de páginas web. El diseño de la interfaz de usuario es semejante al de la cinta de opciones de office 2007. Las páginas web son creadas sin necesidad de escribir código HTML, y pueden ser personalizadas mediante la selección de temas predefinidos, estilos y esquemas de color. Los usuarios pueden incrustar sus mashups compartidos en la página web. Las páginas completadas también serán guardadas en el Popfly space de cada usuario.

### Popfly Game Creator
El Popfly Game creator o creador de Juegos de Popfly es una herramienta enfocada a la creación de juegos, aún está en fase  alfa . Con ella se pueden hacer juegos parecidos a los antiguos videojuegos de arcade y evitando al máximo la necesidad de escribir código. El Game creator posee elementos como plantillas pre construidas, imágenes, fondos, animaciones y sonidos, disponibles para la creación de los juegos. Si el usuario desea programar, también puede hacerlo. El tratamiento que se da a los juegos creados con Popfly  Game Creator es igual al de los Mashups, se pueden usar en un blog personal, descargarse para añadirlos al Windows Sidebar o compartirlos con los demás.

## Popfly Space
Los mashups terminados y las páginas web son almacenados en el Popfly Space (Espacio Popfly) con capacidad para 25 MB por usuario, es aquí donde ellos reciben una página personalizada de su perfil y otras características de la red social. Los proyectos públicos pueden ser compartidos, puntuados por otros usuarios. Popfly permite a los usuarios descargar mashups para ser usados como gadgets para la Windows Sidebar o incorporarlas en Windows Live Spaces, con alguno que otro soporte para otros proveedores de servicio de blog.
Otro rasgo de Popfly Space es el plugin de explorador Popfly para Visual Studio Express. Los usuarios pueden utilizar Visual Studio Express (sólo Visual Basic Express y Visual C# Express están soportados) para descargar los mashups y modificar el código, así como efectuar acciones como subir, compartir, ripear y puntuar los mashups.